# Ernst Mecklenburg

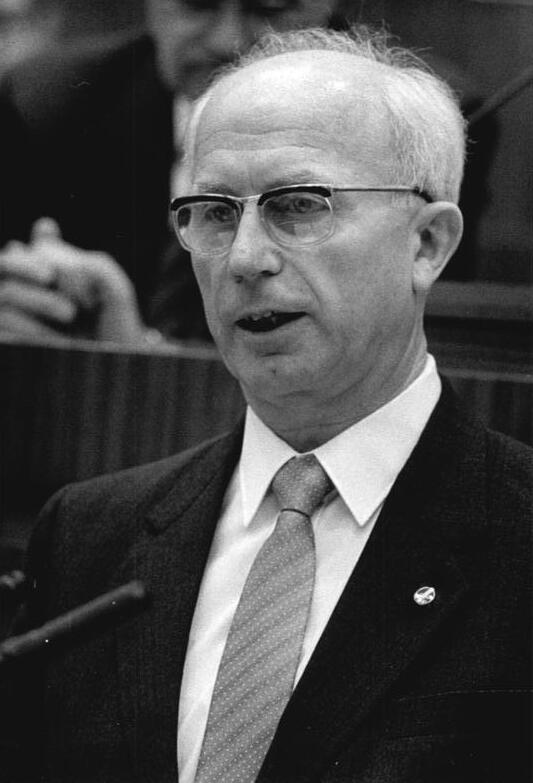
Ernst Mecklenburg

Ernst Mecklenburg (ur. 3 czerwca 1927 w Blöcken w powiecie labiawskim) – niemiecki polityk, przewodniczący Demokratycznej Partii Chłopskiej Niemiec (1982–1987).

## Życiorys
Ukończył szkołę rolniczą w Prusach Wschodnich, po czym pracował na rodzinnym gospodarstwie. W latach 1943–1944 uczęszczał do seminarium nauczycielskiego w Kłajpedzie. W styczniu 1945 został powołany do Wehrmachtu. Tuż przed zakończeniem II wojny światowej dostał się do niewoli brytyjskiej.
Po wyjściu na wolność pracował jako rolnik i górnik. W 1950 przystąpił do Demokratycznej Partii Rolników Niemiec (DBPD) i FDJ, był przewodniczącym zarządu powiatowego partii w Grevesmühlen. Studiował nauki rolnicze. Od 1950 do 1952 pełnił obowiązki burmistrza miasta Rehna w powiecie Gadebusch. Stał na czele Wydziałów Komunalnego i Rolniczego meklemburskiej DBP. W latach 1953–1958 studiował zaocznie w DASR Potsdam i w Wyższej Szkole Rolnictwa w Bernburg (Saale). W 1968 obronił doktorat z dziedziny agronomii na Uniwersytecie w Rostocku na temat rozwoju kolektywnego rolnictwa.

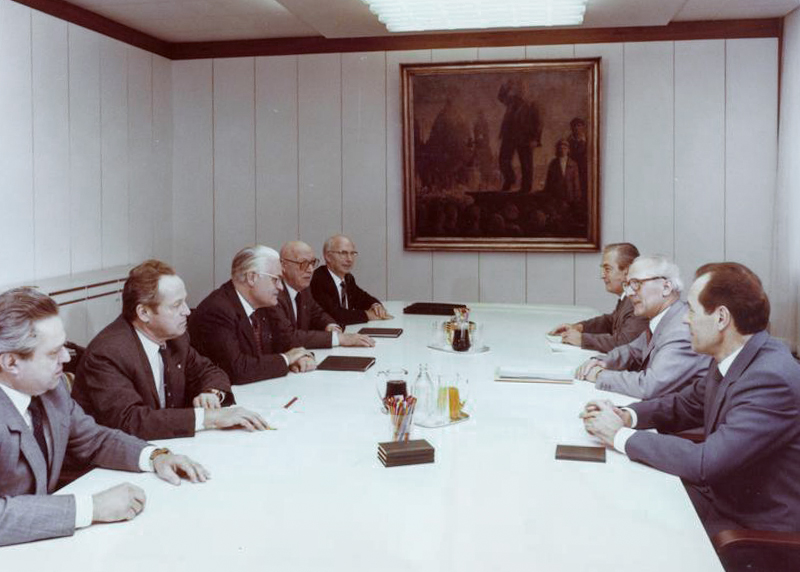
Posiedzenie Partii Bloku z 10 grudnia 1982, po lewej stronie przy ścianie Ernst Mecklenburg

Od 1954 do 1967 r. zatrudniony jako sekretarz okręgowy DBP w Rostocku. Od 1963 zasiadał w zarządzie krajowym i prezydium zarządu partii (do 1990). W latach 1967–1974 był wiceprzewodniczącym DBP. W 1982 zastąpił Ernsta Goldenbauma w roli przewodniczącego DBP. Urząd pełnił do 1987, gdy z powodów zdrowotnych wycofał się z polityki.
W 1971 r. uzyskał mandat posła do Izby Ludowej, który pełnił do 1987 r.
Odznaczony m.in. Orderem Zasługi dla Ojczyzny (1977) oraz Orderem Karla Marksa (1987).